# Gran Premio d'Ungheria 2002
Il Gran Premio d'Ungheria 2002 è stato un Gran Premio di Formula 1 disputato il 18 agosto 2002 sul circuito Hungaroring di Budapest. La gara fu vinta da Rubens Barrichello su Ferrari, davanti al compagno di squadra Michael Schumacher e a Ralf Schumacher su Williams - BMW. Grazie a questa doppietta la Ferrari conquistò matematicamente il titolo mondiale costruttori con quattro gare di anticipo sulla fine del campionato.

## Vigilia

### Aspetti sportivi
La situazione della Arrows si complicò ulteriormente: la scuderia di Tom Walkinshaw era ufficialmente in vendita, ma le trattative, con Red Bull prima e con Craig Pollock (manager di Jacques Villeneuve e fondatore della BAR) in seguito, furono fermate dalla Morgan Grenfell, società di proprietà della Deutsche Bank ed azionista del team, insoddisfatta della gestione della scuderia da parte di Walkinshaw e creditrice di forti somme nei confronti della stessa. La Morgan Grenfell bloccava inoltre da tempo i capitali della squadra, che venne portata in tribunale anche da Frentzen per il mancato pagamento dello stipendio. Dopo aver messo mano al proprio patrimonio personale per permettere alla squadra di partecipare al Gran Premio di Germania, Walkinshaw decise di non ripetere l'operazione per il Gran Premio d'Ungheria, al quale la Arrows non prese quindi parte.
Insoddisfatta dalle prestazioni di Alex Yoong (che aveva mancato la qualificazione per tre volte durante la stagione, l'ultima nel Gran Premio di Germania) e dall'apporto economico più ridotto del previsto da parte dei suoi sponsor, la Minardi appiedò il pilota malese sostituendolo provvisoriamente per due gare con Anthony Davidson, collaudatore della BAR, in quanto Justin Wilson, prima scelta di Paul Stoddart, era troppo alto per l'abitacolo della monoposto faentina.

### Aspetti tecnici
Le scuderie si concentrarono principalmente sullo smaltimento del calore, problematica molto importante sullo Hungaroring sia per via delle alte temperature che per la presenza di un unico rettilineo di una certa lunghezza. Per il resto, Ferrari, McLaren e Williams portarono in pista poche novità tecniche: la scuderia italiana si dedicò principalmente al perfezionamento del controllo di trazione, mentre la McLaren ritardò il debutto della versione rivista del retrotreno, già portata in pista in diversi test dal collaudatore Alexander Wurz.
La BAR fece debuttare un nuovo alettone anteriore, ultima componente mancante per la completa revisione dell'aerodinamica della vettura anglo-americana operata dal nuovo direttore tecnico Geoff Willis. La soluzione, considerata non adatta a un circuito ad alto carico come quello ungherese, fu abbandonata per la gara, a differenza del nuovo profilo estrattore introdotto sempre in questa occasione. Infine, la Renault presentò una versione potenziata del motore riservata alle qualifiche e un nuovo alettone posteriore.

## Prove libere

### Risultati
Nella prima sessione di prove di venerdì i risultati furono i seguenti:
| Pos | No | Pilota             | Costruttore       | Tempo    |
| --- | -- | ------------------ | ----------------- | -------- |
| 1   | 1  | Michael Schumacher | Ferrari           | 1'16"755 |
| 2   | 2  | Rubens Barrichello | Ferrari           | 1'17"122 |
| 3   | 11 | Jacques Villeneuve | BAR - Honda       | 1'18"388 |
|     | 8  | Felipe Massa       | Sauber - Petronas | 1'18"388 |

Nella seconda sessione di prove di venerdì i risultati furono i seguenti:
| Pos | No | Pilota             | Costruttore    | Tempo    |
| --- | -- | ------------------ | -------------- | -------- |
| 1   | 1  | Michael Schumacher | Ferrari        | 1'16"346 |
| 2   | 2  | Rubens Barrichello | Ferrari        | 1'16"952 |
| 3   | 5  | Ralf Schumacher    | Williams - BMW | 1'17"228 |

Nella sessione di prove di sabato mattina i risultati furono i seguenti:
| Pos | No | Pilota             | Costruttore        | Tempo    |
| --- | -- | ------------------ | ------------------ | -------- |
| 1   | 1  | Michael Schumacher | Ferrari            | 1'14"308 |
| 2   | 2  | Rubens Barrichello | Ferrari            | 1'14"469 |
| 3   | 4  | Kimi Räikkönen     | McLaren - Mercedes | 1'15"746 |

## Qualifiche

### Resoconto
La Ferrari si dimostrò nettamente più competitiva delle scuderie rivali e la lotta per la pole position fu di fatto ristretta ai due piloti della squadra italiana. Al termine della sessione Barrichello risultò più veloce di Michael Schumacher di appena 59 millesimi di secondo, conquistando la terza pole position stagionale. L'unico pilota ad avvicinarsi ai tempi dei ferraristi fu Ralf Schumacher, terzo a quattro decimi di distacco da Barrichello. Tutti gli altri, a partire dal suo compagno di squadra Montoya, in quarta posizione, accusarono distacchi superiori al secondo.
La terza fila fu occupata dai due piloti italiani, con Fisichella davanti a Trulli, mentre la quarta fu appannaggio delle due Sauber di Massa e Heidfeld. Coulthard e Räikkönen, al volante di una McLaren in difficoltà nello sfruttare le gomme Michelin sul giro singolo, non riuscirono a far meglio della decima ed undicesima posizione.

### Risultati
| Pos | No | Pilota               | Costruttore        | Pneumatici | Tempo    | Distacco |
| --- | -- | -------------------- | ------------------ | ---------- | -------- | -------- |
| 1   | 2  | Rubens Barrichello   | Ferrari            | B          | 1'13"333 |          |
| 2   | 1  | Michael Schumacher   | Ferrari            | B          | 1'13"392 | +0"059   |
| 3   | 5  | Ralf Schumacher      | Williams - BMW     | M          | 1'13"746 | +0"413   |
| 4   | 6  | Juan Pablo Montoya   | Williams - BMW     | M          | 1'14"706 | +1"373   |
| 5   | 9  | Giancarlo Fisichella | Jordan - Honda     | B          | 1'14"880 | +1"447   |
| 6   | 14 | Jarno Trulli         | Renault            | M          | 1'14"980 | +1"547   |
| 7   | 8  | Felipe Massa         | Sauber - Petronas  | B          | 1'15"047 | +1"714   |
| 8   | 7  | Nick Heidfeld        | Sauber - Petronas  | B          | 1'15"129 | +1"796   |
| 9   | 15 | Jenson Button        | Renault            | M          | 1'15"214 | +1"881   |
| 10  | 3  | David Coulthard      | McLaren - Mercedes | M          | 1'15"223 | +1"890   |
| 11  | 4  | Kimi Räikkönen       | McLaren - Mercedes | M          | 1'15"243 | +1"910   |
| 12  | 12 | Olivier Panis        | BAR - Honda        | B          | 1'15"556 | +2"223   |
| 13  | 11 | Jacques Villeneuve   | BAR - Honda        | B          | 1'15"583 | +2"250   |
| 14  | 10 | Takuma Satō          | Jordan - Honda     | B          | 1'15"804 | +2"471   |
| 15  | 17 | Pedro de la Rosa     | Jaguar - Ford      | M          | 1'15"867 | +2"534   |
| 16  | 16 | Eddie Irvine         | Jaguar - Ford      | M          | 1'16"419 | +3"086   |
| 17  | 24 | Mika Salo            | Toyota             | M          | 1'16"473 | +3"140   |
| 18  | 25 | Allan McNish         | Toyota             | M          | 1'16"626 | +3"293   |
| 19  | 23 | Mark Webber          | Minardi - Asiatech | M          | 1'17"428 | +4"095   |
| 20  | 22 | Anthony Davidson     | Minardi - Asiatech | M          | 1'17"959 | +4"626   |

## Warm up
Nel warm up di domenica mattina i migliori tempi furono i seguenti:
| Pos | No | Pilota             | Costruttore        | Tempo    |
| --- | -- | ------------------ | ------------------ | -------- |
| 1   | 1  | Michael Schumacher | Ferrari            | 1'16"864 |
| 2   | 2  | Rubens Barrichello | Ferrari            | 1'17"000 |
| 3   | 4  | Kimi Räikkönen     | McLaren - Mercedes | 1'17"659 |

## Gara

### Resoconto
Alla partenza Barrichello mantenne senza particolari difficoltà il comando, mentre Michael Schumacher, partito dal lato più sporco della pista, dovette guardarsi dall'attacco del fratello, che non ebbe successo. Più indietro Montoya, Trulli e Panis partirono male, subendo diversi sorpassi, mentre Räikkönen e Button scattarono bene, recuperando entrambi tre posizioni. Alla fine del primo giro Barrichello transitò sul traguardo al primo posto, seguito da Michael Schumacher, Ralf Schumacher, Fisichella, Massa, Button, Montoya, Räikkönen, Trulli, Heidfeld e Coulthard. I due ferraristi allungarono subito sugli inseguitori, tenendo un ritmo decisamente superiore a tutti gli altri. Ad eccezione del sorpasso di Coulthard su Heidfeld nel corso del secondo giro, la situazione rimase invariata fino al 22º passaggio, quando Montoya, messo sotto pressione da Räikkönen, uscì di pista, danneggiando la vettura e rientrando ai box per effettuare il pit stop. Il pilota colombiano compromise la sua gara, tornando in pista nelle ultime posizioni. Il primo pilota del gruppo di testa ad effettuare il rifornimento fu Fisichella, al 29º giro. Il pilota romano fu imitato poco più tardi da tutti gli altri piloti. Alla fine della prima serie di pit stop Barrichello continuò a condurre davanti a Michael e Ralf Schumacher, Fisichella, Massa, Räikkönen e Coulthard, che recuperarono parecchio terreno effettuando per ultimi la prima sosta.
Non accadde praticamente nulla fino alla seconda serie di rifornimenti. Il primo a fermarsi, al 51º giro, fu sempre Fisichella, che rimase davanti a Massa per pochi decimi. Il pilota della Jordan non riuscì, però, a resistere a Räikkönen e Coulthard, che lo sopravanzarono ritardando la seconda sosta di circa dieci giri rispetto a lui. I piloti della McLaren risalirono così in quarta e quinta posizione. Nelle tornate finali Michael Schumacher fece segnare il giro più veloce in gara, avvicinandosi a Barrichello per un arrivo in parata. Dietro ai piloti della Ferrari, che grazie a questa doppietta conquistò il quarto titolo costruttori consecutivo con quattro gare d'anticipo sulla fine del Mondiale, si piazzarono Ralf Schumacher, Räikkönen, Coulthard e Fisichella.

### Risultati
| Pos      | No | Pilota               | Costruttore        | Pneumatici | Giri | Tempo/Ritiro e posizione al ritiro | Partenza | Punti |
| -------- | -- | -------------------- | ------------------ | ---------- | ---- | ---------------------------------- | -------- | ----- |
| 1        | 2  | Rubens Barrichello   | Ferrari            | B          | 77   | 1h41'49"001                        | 1        | 10    |
| 2        | 1  | Michael Schumacher   | Ferrari            | B          | 77   | +0"434                             | 2        | 6     |
| 3        | 5  | Ralf Schumacher      | Williams - BMW     | M          | 77   | +13"355                            | 3        | 4     |
| 4        | 4  | Kimi Räikkönen       | McLaren - Mercedes | M          | 77   | +29"479                            | 11       | 3     |
| 5        | 3  | David Coulthard      | McLaren - Mercedes | M          | 77   | +37"800                            | 10       | 2     |
| 6        | 9  | Giancarlo Fisichella | Jordan - Honda     | B          | 77   | +1'08"804                          | 5        | 1     |
| 7        | 8  | Felipe Massa         | Sauber - Petronas  | B          | 77   | +1'13"612                          | 7        |       |
| 8        | 14 | Jarno Trulli         | Renault            | M          | 76   | +1 giro                            | 6        |       |
| 9        | 7  | Nick Heidfeld        | Sauber - Petronas  | B          | 76   | +1 giro                            | 8        |       |
| 10       | 10 | Takuma Satō          | Jordan - Honda     | B          | 76   | +1 giro                            | 14       |       |
| 11       | 6  | Juan Pablo Montoya   | Williams - BMW     | M          | 76   | +1 giro                            | 4        |       |
| 12       | 12 | Olivier Panis        | BAR - Honda        | B          | 76   | +1 giro                            | 12       |       |
| 13       | 17 | Pedro de la Rosa     | Jaguar - Ford      | M          | 75   | +2 giri                            | 15       |       |
| 14       | 25 | Allan McNish         | Toyota             | M          | 75   | +2 giri                            | 18       |       |
| 15       | 24 | Mika Salo            | Toyota             | M          | 75   | +2 giri                            | 17       |       |
| 16       | 23 | Mark Webber          | Minardi - Asiatech | M          | 75   | +2 giri                            | 19       |       |
| Ritirato | 22 | Anthony Davidson     | Minardi - Asiatech | M          | 58   | Testacoda (17°)                    | 20       |       |
| Ritirato | 15 | Jenson Button        | Renault            | M          | 30   | Testacoda (5°)                     | 9        |       |
| Ritirato | 16 | Eddie Irvine         | Jaguar - Ford      | M          | 23   | Accensione (11°)                   | 16       |       |
| Ritirato | 11 | Jacques Villeneuve   | BAR - Honda        | B          | 20   | Cambio (12°)                       | 13       |       |

## Classifiche

### Piloti
| Pos. | Pilota                | Punti |
| ---- | --------------------- | ----- |
| 1    | Michael Schumacher    | 112   |
| 2    | Rubens Barrichello    | 45    |
| 3    | Ralf Schumacher       | 40    |
| 3    | Juan Pablo Montoya    | 40    |
| 5    | David Coulthard       | 34    |
| 6    | Kimi Räikkönen        | 20    |
| 7    | Jenson Button         | 11    |
| 8    | Nick Heidfeld         | 7     |
| 8    | Giancarlo Fisichella  | 7     |
| 10   | Jarno Trulli          | 4     |
| 10   | Felipe Massa          | 4     |
| 12   | Eddie Irvine          | 3     |
| 12   | Jacques Villeneuve    | 3     |
| 14   | Mark Webber           | 2     |
| 14   | Olivier Panis         | 2     |
| 14   | Mika Salo             | 2     |
| 14   | Heinz-Harald Frentzen | 2     |

### Costruttori
| Pos. | Team               | Punti |
| ---- | ------------------ | ----- |
| 1    | Ferrari            | 157   |
| 2    | Williams - BMW     | 80    |
| 3    | McLaren - Mercedes | 54    |
| 4    | Renault            | 15    |
| 5    | Sauber - Petronas  | 11    |
| 6    | Jordan - Honda     | 7     |
| 7    | BAR - Honda        | 5     |
| 8    | Jaguar - Ford      | 3     |
| 9    | Minardi - Asiatech | 2     |
| 9    | Toyota             | 2     |
| 9    | Arrows - Cosworth  | 2     |